# Astragalus henrimontanensis
Astragalus henrimontanensis là một loài thực vật có hoa trong họ Đậu. Loài này được S.L.Welsh miêu tả khoa học đầu tiên.